# West Indies Cricket Team in Pakistan in der Saison 2017/18
Die Tour des West Indies Cricket Teams nach Pakistan in der Saison 2017/18 fand vom 1. April bis zum 3. April 2018 statt. Die internationale Cricket-Tour war Bestandteil der Internationalen Cricket-Saison 2017/18 und umfasste drei Twenty20s.

## Vorgeschichte
Die West Indies bestritten zuvor den ICC Cricket World Cup Qualifier 2018, Pakistan eine Tour in Neuseeland. Das letzte Aufeinandertreffen der beiden Mannschaften fand in der Saison 2016/17 in den West Indies statt. Vor der Tour wurde bekannt, dass das Pakistan Cricket Board die Gehälter der west-indischen Spieler übernimmt und diese einen hohen Zuschlag erhalten, damit sie die Reise nach Pakistan antreten. Es war die erste internationale Tour, die seit dem Angriff auf das Cricketteam Sri Lankas in Lahore im Jahr 2009 in Karatschi stattfand.

## Stadion
Folgendes Stadion wurde für die Tour als Austragungsort festgelegt und am 6. März 2018 bekanntgegeben.
| Stadion          | Stadt     | Kapazität | Spiele      |
| ---------------- | --------- | --------- | ----------- |
| National Stadium | Karatschi | 34.228    | 1. – 3. T20 |

## Kaderlisten
Pakistan benannte seinen Kader am 26. März 2018. West Indies gab seinen Kader am 29. März bekannt.
| Twenty20 | Twenty20 |
| Pakistan | West Indies |
| --- | --- |
| - Sarfraz Ahmed (K, wk) - Ahmed Shehzad - Asif Ali - Babar Azam - Faheem Ashraf - Fakhar Zaman - Hasan Ali - Hussain Talat - Mohammad Amir - Mohammad Nawaz - Rahat Ali - Shahdab Khan - Shaheen Afridi - Usman Shinwari | - Jason Mohammed (K) - Samuel Badree - Rayad Emrit - Andre Fletcher - Andre McCarthy - Keemo Paul - Veerasammy Permaul - Rovman Powell - Denesh Ramdin (wk) - Marlon Samuels - Odean Smith - Chadwick Walton - Kesrick Williams |

## Twenty20 Internationals

### Erstes T20 in Karatschi
| 1. April 2018 Scorecard | Karatschi | Pakistan 203-5 (20)           | – | West Indies 60-9 (13.4) |
|                         |           | Pakistan gewinnt mit 143 Runs |   |                         |

### Zweites T20 in Karatschi
| 2. April 2018 Scorecard | Karatschi | Pakistan 205-3 (20)          | – | West Indies 123 (19.2) |
|                         |           | Pakistan gewinnt mit 82 Runs |   |                        |

### Drittes T20 in Karatschi
| 3. April 2018 Scorecard | Karatschi | West Indies 153-6 (20)         | – | Pakistan 154-2 (16.5) |
|                         |           | Pakistan gewinnt mit 8 Wickets |   |                       |